# 喻新强
喻新强（1958年—），湖南株洲人，汉族，中华人民共和国政治人物、第十二届全国人民代表大会陕西地区代表。
毕业于湖南大学管理科学与工程专业。加入中国共产党。2013年，担任全国人大代表。